# تریپتولموس
تریپتولموس (به انگلیسی: Triptolemus)، در اسطوره‌های یونان شاهزاده الئوسیسی بود.
دمتر ارابه‌ای به همراه یک جفت اژدهای بال‌دار و یک بسته بذر به او داد. او تمام زمین را پیمود و بذرها را از آسمان افشاند و به مردم کشاورزی آموخت.

## قاضی پس از مرگ
زندگی پس از مرگ نقش مهمی در اساطیر یونان ایفا کرد، با خدای قدرتمند خود، به شکل هادس، دنیای زیرین و زندگی پس از مرگ برای یونانیان باستان مهم بود؛ بنابراین تصور می‌شد که مهم است که زندگی به شیوه‌ای «صحیح» هدایت شود، و روشی که فرد زندگی خود را پیش برده بود توسط سه قاضی دنیای دنیای زیرین محاسبه می‌شد. زئوس سه پسر از پسران خود را برای قضاوت مردگان انتخاب کرد، این سه قاضی مردگان ارکوس، مینوس و رادامانتوس هستند. برخی منابع همچنین به غیر از سه قاضی نامبرده از تریپتولموس به عنوان قاضی مردگان نام می‌برند.